# Zellik
Zellik är en ort i Belgien.   Den ligger i provinsen Flamländska Brabant och regionen Flandern, i den centrala delen av landet, 6 km nordväst om huvudstaden Bryssel. Zellik ligger 59 meter över havet och antalet invånare är 9 288.
Terrängen runt Zellik är platt. Runt Zellik är det mycket tätbefolkat, med 8 045 invånare per kvadratkilometer.. Närmaste större samhälle är Bryssel, 6,5 km sydost om Zellik. 
Runt Zellik är det i huvudsak tätbebyggt.